# Каэтан, Фома
Фома Каэтан (Томмазо де Вио, итал. Tommaso De Vio, 20 февраля 1469 — 10 августа 1534) — католический богослов, магистр ордена доминиканцев (1508), кардинал (1517), видный представитель томизма. Прозван Каэтаном (Cajetanus) по своей родине Гаэте (Cajeta).

## Биография

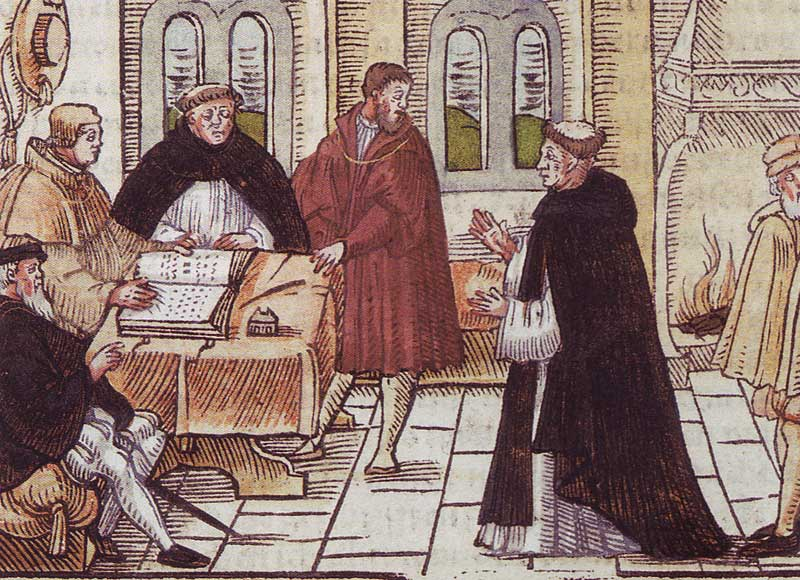
Мартин Лютер и кардинал Каетан

Джакомо де Вио родился в Неаполитанском королевстве в городе Гаэта. В 15 лет принял монашеский постриг в Ордене Доминиканцев. При постриге получил монашеское имя Фома (Томмазо), под которым и стал известен. Учился в Неаполе, Болонье и Падуе.
В 25 лет Каэтан получил звание магистра. В 1494 занял кафедру томистской метафизики в Падуанском университете и приступил к преподаванию учения Фомы Аквинского. Стал известен своей полемикой с падуанскими скоттистами. Составил первый полный комментарий к "Сумме Теологии", что сыграло свою роль в утверждении учения Фомы Аквинского как основополагающего для католической церкви.
Впоследствии преподавал в Павии и Риме. С 1517 — кардинал.
В 1518 году направлен папским легатом на Аугсбургский рейхстаг, чтобы побудить германских правителей к войне с турками, а Лютера — к молчанию. Как папский легат обсуждал с Лютером его тезисы. Дискуссия не привела к позитивным результатам и закончилась осуждением Лютера. Но сам Каетан, после разговора с Лютером, по-видимому, поколебался в своих воззрениях.
с 1519 — епископ города Гаэты. 
Его работы были изданы в Лионе в 1639 г. Комментарии де Вио к «Сумме теологии» Фомы Аквинского были включены в собрание сочинений последнего «Leonia», издававшееся с 1882 года по повелению папы римского Льва XIII.
Каэтан первым начал использовать «Сумму теологии» Фомы Аквинского в качестве базового учебника богословия. Комментарий Каэтана сыграл решающую роль в замене "Сентенций" Петра Ломбардского "Суммой Теологии" как богословским учебным пособием.
Каэтан оказал влияние на Педро да Фонсека и некоторых других представителей второй схоластики.

## Миссионерская деятельность
В 1508 году Каетан дает первым собратьям по Ордену послушание трудиться на просвещение Нового Света, тем самым открывая новую главу в истории Ордена Проповедников. До 1512 года во вновь учрежденных миссиях трудились уже 40 монахов.
Каэтан выступал против захвата земель нехристиан под предлогом их приобщения к христианской вере. По этому поводу он высказывался так:
...Прочие нехристиане ни де юре, ни де-факто не подлежат временной власти христианских властителей. Я имею в виду язычников, которые никогда не подчинялись Римской Империи и жили на территориях, на которых христиан никогда не было.
Если эти народы управляются согласно монархической или какой-либо другой политической системе, то правители их, не будучи христианами, являются легитимными правителями и не могут быть лишены власти только в силу их неверия, ибо принадлежащая им власть есть власть положительного права. Право же божественное не лишает положительное право его силы [...]. Ни [христианский] король, ни император, ни Римская Церковь не могут вести войны против таких нехристиан с целью занять их земли и подчинить их временной власти. Не существует никакого оправдания какой-либо справедливой войне, ибо Иисус Христос есть "Царь Царей" (Ап. 17, 14; 19, 16), и Ему "дана всякая власть на небе и на земле" (Мф. 28, 18). Сам Он для "завоевания" земли не посылал ни солдат, ни ополчения, но святых проповедников, "как овец среди волков" (Мф. 10, 16; Лк. 10, 3). Нигде в Ветхом Завете я не нахожу свидетельства о том, чтобы земля неверующих захватывалась силою оружия только потому, что они были неверующими; это происходило потому, что они препятствовали прохождению израильтян (Числ. 21, 21-23; Втор. 2, 26-28), или же потому, что они, как в случае с мадианитянами (Числ. 31), причиняли им оскорбления; иногда же, для возвращения того, что им было обещано божественными щедротами (Ис. Нав. 1, 2-4; Суд. 11, 12). Итак, мы тяжко согрешили, если пожелали распространить веру во Христа подобным путем; мы не будем и законными правителями этих народов, но разорителями. Мы должны были бы выплатить ущерб, подобно тем, что ведут несправедливую войну и считаются незаконными оккупантами. К нехристианам должно посылать проповедников, добрых и испытанных, дабы они словом и примером жизни обращали их к Богу, а не притесняли, грабили и подчиняли бы их, подавая им повод к соблазну и делая их, подобно фарисеям, "сынами геенны, вдвое худшими их самих" (Мф. 23, 15).

## Труды
- Opuscula omnia tribus tomis distincta. fol., Lyons, 1558; Venice, 1558; Antwerp, 1612, a collection of fifty nine treatises;
- Commentaria super tractatum de ente et essentiâ Thomae de Aquino; super libros posteriorum Aristotelis et praedicamenta, etc. — fol., Venice, 1506;
- In praedicabilia Porphyrii praedicamenta et libros posteriorum analyticorum Aristotelis castigatissima commentaria. — 8vo, Venice, 1587, 1599;
- Super libros Aristotelis de Animâ, etc. — Rome, 1512; Venice, 1514; Paris, 1539;
- Summula de peccatis. — Rome, 1525, and in many other corrected and augmented editions;
- Jentacula N.T., expositio literalis sexaginta quatuor notabilium sententiarum Novi Test., etc. — Rome, 1525;
- In quinque libros Mosis juxta sensum lit. commentarii. — Rome, 1531, fol.; Paris, 1539;
- In libros Jehosuae, Judicum, Ruth, Regum, Paralipomenon, Hezrae, Nechemiae et Esther. — Rome, 1533; Paris, 1546;
- In librum Job. — Rome, 1535;
- In psalmos. — Venice, 1530; Paris, 1532;
- In parabolas Salomonis, in Ecclesiasten, in Esaiae tria priora capita. — Rome, 1542; Lyons, 1545; Paris, 1587;
- In Evangelia Matt., Marci, Lucae, Joannis. — Venice, 1530;
- In Acta Apostolorum. —  [Venice, 1530; Paris. — with Gospels, 1536];
- In Epistolas Pauli. — Paris, 1532;
- Opera omnia quotquot in sacrae Scripturae expositionem reperiuntur, curâ atque industriâ insignis collegii S. Thomae Complutensis, O.P.. — 5 vols. fol., Lyons, 1639.

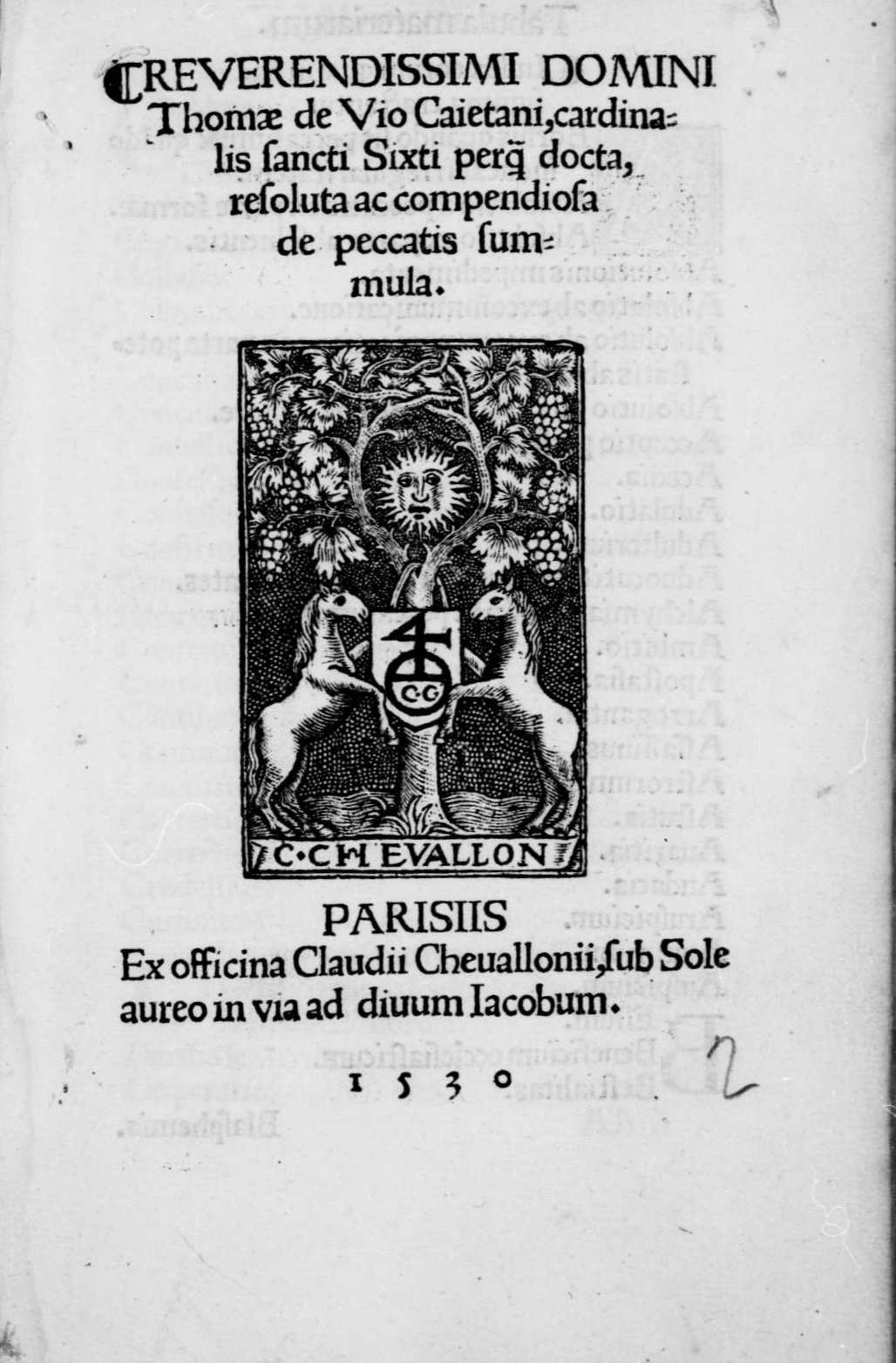
Summula Caietani, 1530
Opuscula omnia, 1596